# Andrena vetula
Andrena vetula är en biart som beskrevs av Amédée Louis Michel Lepeletier 1841. Andrena vetula ingår i släktet sandbin, och familjen grävbin. Inga underarter finns listade i Catalogue of Life.